# Сервера-дель-Маестре
Сервера-дель-Маестре, Сервера-дел-Маестрат (ісп. Cervera del Maestre (офіційна назва), валенс. Cervera del Maestrat) — муніципалітет в Іспанії, у складі автономної спільноти Валенсія, у провінції Кастельйон. Населення — 717 осіб (2010).

## Географія
Муніципалітет розташований на відстані близько 340 км на схід від Мадрида, 60 км на північний схід від міста Кастельйон-де-ла-Плана.

## Демографія
Динаміка населення (INE ):

## Галерея зображень

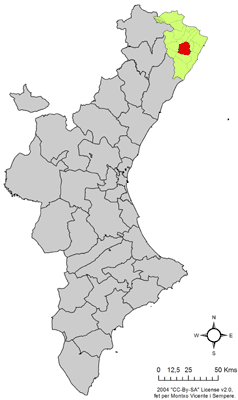
Розташування муніципалітету у автономній спільноті Валенсія
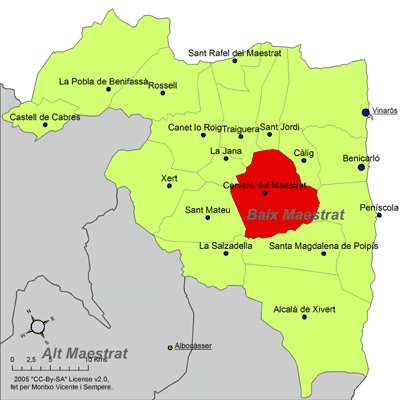
Розташування муніципалітету Сервера-дель-Маестре у комарці Бахо-Маестрасго